# Ciak d'oro 1989
4ª edizione dei Ciak d'oro tenutasi nel 1989. La pellicola cinematografica che ottiene il maggior numero di premi è Mignon è partita di Francesca Archibugi con quattro riconoscimenti. Miglior film La leggenda del santo bevitore di Ermanno Olmi.

## Vincitori e candidati
I vincitori sono indicati in grassetto, a seguire gli altri candidati.

### Miglior film
- La leggenda del santo bevitore di Ermanno Olmi

### Miglior regista
- Ermanno Olmi - La leggenda del santo bevitore

### Migliore attore protagonista
- Roberto Benigni - Il piccolo diavolo

### Migliore attrice protagonista
- Ornella Muti - Codice privato

### Migliore attore non protagonista
- Carlo Croccolo - 'o Re
  - Angelo Bernabucci- Compagni di scuola
  - Leopoldo Trieste - Nuovo Cinema Paradiso
  - Renato Scarpa - Ladri di saponette
  - Salvatore Cascio - Nuovo Cinema Paradiso

### Migliore attrice non protagonista
- Stefania Sandrelli - Mignon è partita
  - Caterina Sylos Labini - Ladri di saponette
  - Delia Boccardo - Cavalli si nasce
  - Nicoletta Braschi - Il piccolo diavolo
  - Sabina Guzzanti - I cammelli

### Migliore opera prima
- Francesca Archibugi - Mignon è partita

### Migliore sceneggiatura
- Francesca Archibugi, Gloria Malatesta, Claudia Sbarigia - Mignon è partita
  - Carlo Verdone, Leo Benvenuti, Piero De Bernardi - Compagni di scuola
  - Gianni Amelio, Alessandro Sermoneta - I ragazzi di via Panisperna
  - Maurizio Nichetti, Mauro Monti - Ladri di saponette
  - Giuseppe Tornatore - Nuovo cinema Paradiso

### Migliore fotografia
- Dante Spinotti - La leggenda del santo bevitore
  - Tonino Nardi - I ragazzi di via Panisperna
  - Blasco Giurato - Nuovo cinema Paradiso
  - Giuseppe Rotunno - Rebus
  - Alessio Gelsini Torresi - Snack Bar Budapest

### Migliore sonoro
- Gaetano Carito - Compagni di scuola
  - Remo Ugolinelli - Caruso Pascoski di padre polacco
  - Tiziano Crotti - I cammelli
  - Amedeo Casati - Ladri di saponette
  - Candido Raini - Mignon è partita

### Migliore scenografia
- Danilo Donati - Francesco
  - Marco Dentici - Codice privato
  - Stefania Benelli, Massimo Antonello Geleng - La maschera
  - Andrea Crisanti - Nuovo Cinema Paradiso
  - Paolo Biagetti, Massimo Spano - Snack Bar Budapest

### Migliore montaggio
- Roberto Perpignani - I ragazzi di via Panisperna
  - Mauro Bonanni - Gli invisibili
  - Rita Olivati - Ladri di saponette
  - Alfredo Muschietti - Mignon è partita
  - Mario Morra - Nuovo Cinema Paradiso

### Migliore costumi
- Lina Nerli Taviani - I ragazzi di via Panisperna
  - Lina Nerli Taviani - Cavalli si nasce
  - Danilo Donati - Francesco
  - Aldo Buti - La maschera
  - Alberto Verso - Rebus

### Migliore colonna sonora
- Eugenio Bennato e Carlo D'Angiò - Cavalli si nasce
  - Manuel De Sica - Ladri di saponette
  - Ennio Morricone - Nuovo Cinema Paradiso
  - Pino Donaggio - Qualcuno in ascolto
  - Zucchero - Snack Bar Budapest

### Miglior manifesto
- Mignon è partita

### Migliore film straniero
- Rain Man - L'uomo della pioggia di Barry Levinson